# Igreja de Santo António da Polana
Die Igreja de Santo António da Polana, zu Deutsch Kirche des Heiligen Antonius von Polana, auch nur kurz Igreja da Polana, ist eine Franziskanerkirche im Stadtteil Sommerschield der mosambikanischen Hauptstadt Maputo. Sie befindet sich zwischen den Straßen Rua Kwame Nkrumah / Avenida Dr. Egas Moniz / Rua Luis Pasteur und wurde 1962 nach Plänen von Nuno Craveiro Lopes vollendet.

## Geschichte
Die Franziskanergemeinde von Lourenço Marques im damals portugiesischen Mosambik gab 1958 den Bau einer neuen Kirche in Auftrag, den zunächst der Architekt Luís Possolo der Stadtentwicklungsabteilung des Kolonialministeriums (Direcção dos Serviços de Urbanismo e Habitação der Direcção Geral de Obras Públicas e Comunicações do Ministério do Ultramar) übernahm. Da die Gemeinde jedoch mit dem Arbeitsfortschritt der Verwaltung nicht zufrieden war, vergab sie den Auftrag 1959 erneut, diesmal an den in Lourenço Marques geborenen Architekten Nuno Craveiro Lopes. Die Bauarbeiten begannen 1960 und konnten 1962 vollendet werden.
Craveiro Lopes soll sich bei seinem Entwurf des Gebäudes von der bereits geplanten, aber erst mehr als 30 Jahre später errichteten Wallfahrtskirche Santuario della Madonna delle Lacrime im italienischen Syrakus inspiriert haben lassen. Die freistehende Kirche wird durch das spitz zulaufende und den runden Gebäudegrundriss in Gänze überdeckende Betondach dominiert, das durch die Verfaltungen der Gebäudekonstruktion den Beinamen der Zitronenpresse („espremedor de limão“) verlieh. Der Kirchenbau besitzt durch seine Dachform nur den runden Kirchenraum selbst, in den von allen Seiten über farbig gestaltete Fenster Licht eintreten kann. Auch in der Dachkuppel sind kleine, farbige Fenster eingebaut. Die Kirche gilt durch ihren modernen expressiven Architekturstil als einzigartig in Maputo, es werden hierbei Parallelen zu Arbeiten von Félix Candela gezogen.
Craveiro Lopes verzichtete auf ein Honorar seitens der Franziskanergemeinde. Da diese jedoch die ursprünglichen Pläne veränderte – und die Veränderungen Lopes nicht zusagten – brach er jedweden Kontakt mit den Auftraggebern ab. Lopes hatte ursprünglich einen Marmorfußboden vorgesehen, der jedoch mit brauen Fliesen ausgeführt wurde. Der Altar war ursprünglich in der Mitte des Raumes vorgesehen – die Gläubigen hätten um den Altar herum gesessen –, stattdessen befindet sich dieser heute direkt an einer Wand. Des Weiteren ließ die Gemeinde ein Gemeindehaus und ein Pfarrhaus neben der Kirche errichten, was in den Planungen nicht vorgesehen war.
Die Kirche wurde 1992 saniert.
Seit 2011 befindet sich das Gebäude in der Vorauswahl für eine Denkmalliste der Stadt Maputo. In der portugiesischen Denkmaldatenbank Sistema de Informação para o Património Arquitectónico, die auch Werke ehemaliger portugiesischer Kolonien umfasst, ist es unter der Nummer 27239 gelistet.